# 廣橋站
廣橋站（日语：／ Hirohashi eki */?）是位於鹿兒島縣薩摩郡薩摩町求名（現時：薩摩郡薩摩町求名），日本國有鐵道（國鐵）宮之城線的鐵路車站（廢站）。

## 歷史
此站據說是在中津川村和黑木村要求下建設此車站。

### 年表
- 1935年（昭和10年）8月28日：薩摩求名站至薩摩永野站之間開設此站[1]。當時此站為客運車站[1]。
- 1946年（昭和21年）12月1日：開設行李起卸業務[1]。
- 1962年（昭和37年）3月25日：結束行李起卸業務[1][3]。變回純客運車站，同時無人化[4]。
- 1987年（昭和62年）1月10日：隨著宮之城線全線廢除，此站也被廢除[1]。

## 車站構造
此站為無人車站，設有1面1線的單式月台和簡單站舍。沒有待避線。

## 現狀
車站遺址建設了學校膳食中心。附近還有鐵路線曾經跨越穴川的鐵橋橋柱。

## 相鄰車站
日本國有鐵道（國鐵）
宮之城線
薩摩求名－廣橋－薩摩永野

## 注腳
1. 1 2 3 4 5 6 7  石野哲（編）. . JTB. 1998: 707. ISBN 978-4-533-02980-6 （日语）.
2. ↑  《薩摩町鄉土誌》 p.662 - 薩摩町鄉土誌編纂委員會 1998年
3. ↑  . 官報. 1962-03-23 （日语）.
4. ↑  . 鐵道公報（日语：鉄道公報） (日本國有鐵道總裁室文書課). 1962-03-23: 4 （日语）.

## 相關項目
- 日本鐵路車站列表 Hi